# NGC 131
NGC 131 ist eine Balken-Spiralgalaxie vom Hubble-Typ im SBb Sternbild Bildhauer am Südsternhimmel. Sie ist schätzungsweise 62 Millionen Lichtjahre von der Milchstraße entfernt und hat einen Durchmesser von etwa 35.000 Lj. 
Gemeinsam mit NGC 115, NGC 134, NGC 148, IC 1554, IC 1555 und PGC 2044 bildet sie die NGC 134-Gruppe.
Das Objekt wurde am 25. September 1834 von dem britischen Astronomen John Herschel entdeckt.